# Кисерняк
Кисерня́к — ботанічний заказник місцевого значення.
Ботанічний заказник «Кисерняк» загальною площею 37 га розташований на території Миролюбівської сільської ради Піщанського району Вінницької області (35 квартал Рудницького лісництва). Оголошений відповідно до рішення 13 сесії Вінницького облвиконкому № 309 від 20.12.1990 р.
За фізико-географічним районуванням України ця територія належить до Ямпільсько-Придністровського району Придністровсько-Подільської області Дністровсько-Дніпровської лісостепової провінції Лісостепової зони.
Характерною для цієї ділянки є підвищена еродована рівнина з чорноземами і лісами з дуба скельного. 3 геоморфологічної точки зору описувана територія являє собою хвилясту підвищену денудаційну рівнину.
Клімат території є помірно континентальним. Для нього характерне тривале, нежарке літо, і порівняно недовга, м'яка зима. Середня температура січня становить -5,5°… -5°С, липня +20°…+19,5°С. Річна кількість опадів складає 500—525 мм.
За геоботанічним районуванням України ця територія належить до Європейської широколистяної області, Подільсько-Бесарабської провінції. Вінницького (Центральноподільського) округу.
На території заказника розташовано високопродуктивну ділянку дуба скельного природного походження, що зростає на вододілі Дністра і Південного Бугу. Переважають стиглі і достигаючі деревостани порослевого походження віком майже 100 років.
Поряд із дубом скельним тут зустрічається також велика кількість цінних видів рослин, занесених до Червоної книги України, серед яких скополія карніолійська та зозулині черевички справжні.